# Un portrait
Un portrait est une nouvelle de Guy de Maupassant, parue en 1888.

## Historique
Un portrait est une nouvelle de Guy de Maupassant initialement publiée dans Le Gaulois du 29 octobre 1888, puis dans le recueil L'Inutile Beauté en 1890.

## Résumé
Invité chez M.Milial, un nouvel ami, le narrateur découvre dans son salon un portrait de femme...
En cherchant un peu, il découvrit que ce portrait...

## Éditions
- 1888 -  Un portrait, dans Le Gaulois
- 1889 -  Un portrait, dans L'Écho de la semaine du 25 août 1889
- 1890 -  Un portrait, dans L'Inutile Beauté recueil paru chez l’éditeur Victor Havard
- 1890 -  Un portrait, dans La Vie populaire du 7 septembre 1890
- 1979 -  Un portrait, dans Maupassant, Contes et Nouvelles, tome II, texte établi et annoté par Louis Forestier, éditions Gallimard, Bibliothèque de la Pléiade.